# Ahmed Kendouci
Ahmed Kendouci (en arabe : أحمد قندوسي), né le 22 juin 1999 à Ghriss en Algérie, est un footballeur algérien évoluant au poste de milieu de terrain au FC Lugano.

## Biographie

### En club

#### Révélation à l'ES Sétif
Le 4 janvier 2019, Ahmed Kendouci joue son premier match professionnel à l'occasion de la 16e journée de Ligue 1 entre l'USM Bel-Abbes et l'ES Sétif. Noureddine Zekri, alors entraîneur de l'ES Sétif, décide de le lancer en tant que titulaire malgré son jeune âge de seulement 19 ans. Ahmed ne permettra pas à son club de remporter la victoire (défaite 2 à 0) et est remplacé à la 77e minute de jeu.
À partir de ce moment-là, Ahmed Kendouci ne sera rappelé que quelques fois (quatre fois en fin de saison 2018-2019) en équipe première et est même écarté de l'effectif au début le saison 2019-2020. Ce manque de présence peut être mis en corrélation avec l'instabilité au poste d'entraîneur à l'ES Sétif où pas moins de trois entraîneurs (Noureddine Zekri, Nabil Neghiz et Kheireddine Madoui) s'enchaînent entre le mois de janvier et octobre 2019, mais c'est bien le quatrième entraîneur de l'année, le tacticien tunisien Nabil Kouki, qui va tout changer pour Ahmed et l'ES Sétif.
Dès l'arrivée de Nabil Kouki au poste d'entraîneur, Ahmed Kendouci devient automatiquement titulaire à tous les matchs de l'ES Sétif lors de la saison 2019-2020 (sur les 17 matchs où Kendouci a fait partie de l'effectif, il a été 16 fois titulaire non-remplacé et une seule fois sur le banc). Son ascension et celle de l'ES Sétif sont cependant coupées net avec la pandémie de Covid-19 et avec l'annonce de l'arrêt définitif du championnat alors que l'ES Sétif était deuxième de ce dernier.
Son entente avec Nabil Kouki est telle que dès que l'entraîneur tunisien annonce sa prolongation de contrat alors que des rumeurs de départ l'entouraient, Ahmed Kendouci a alors directement, lui aussi, prolongé son contrat, à la grande joie des supporters de l'ES Sétif.
L'ascension du jeune joueur algérien ne s'arrête pas là et il confirme sa position de vraie révélation lors de la saison 2020-2021, lors duquel il est de nouveau titulaire à l'entièreté des matchs de l'ES Sétif, il démontre en plus de cela une grande polyvalence au milieu de terrain en jouant en tant que milieu défensif, milieu central, milieu gauche et même milieu offensif. Il se démarque particulièrement entre le mois de février et mars 2021 où il marque quatre buts et réalise cinq passes décisives en l'espace de six rencontres jouées.

#### Une nouvelle aventure en Égypte (depuis 2023)
Le 28 janvier 2023, le club cairote Al Ahly SC annonce la signature d'Ahmed Kendouci pour quatre ans et demi.

### Style de jeu
À l'occasion d'un article se concentrant sur l'analyse de jeunes joueurs d'origine magrébines, le magazine France Football décrit le profil d'Ahmed Kendouci : « À 21 ans, il est déjà une valeur sûre du Championnat d'Algérie. Ce relayeur est un joueur complet avec un volume de jeu important qu'il bonifie par des actions décisives. Efficace à la relance, il se projette et profite de son pied gauche pour trouver des transmissions efficaces. »

## Statistiques

### En club
| Saison                | Club                  | Championnat           | Championnat | Championnat | Championnat | Coupe nationale | Coupe nationale | Coupe nationale | Coupe de la Ligue | Coupe de la Ligue | Coupe de la Ligue | Supercoupe | Supercoupe | Supercoupe | Compétition(s) continentale(s) | Compétition(s) continentale(s) | Compétition(s) continentale(s) | Compétition(s) continentale(s) | Total | Total | Total |
| Saison                | Club                  | Division              | M.          | B.          | P.d.        | M.              | B.              | P.d.            | M.                | B.                | P.d.              | M.         | B.         | P.d.       | Comp.                          | M.                             | B.                             | P.d.                           | M.    | B.    | P.d.  |
| 2018-2019             | ES Sétif              | Ligue 1               | 5           | 0           | 0           | 1               | 0               | 0               | -                 | -                 | -                 | -          | -          | -          | -                              | -                              | -                              | -                              | 6     | 0     | 0     |
| 2019-2020             | ES Sétif              | Ligue 1               | 13          | 2           | 1           | 4               | 2               | 1               | -                 | -                 | -                 | -          | -          | -          | -                              | -                              | -                              | -                              | 17    | 4     | 2     |
| 2020-2021             | ES Sétif              | Ligue 1               | 34          | 10          | 9           | -               | -               | -               | 1                 | 0                 | 0                 | -          | -          | -          | CAF2                           | 8                              | 1                              | 2                              | 43    | 11    | 11    |
| 2021-2022             | ES Sétif              | Ligue 1               | 29          | 6           | 4           | -               | -               | -               | -                 | -                 | -                 | -          | -          | -          | CAF                            | 14                             | 2                              | 1                              | 43    | 8     | 5     |
| 2022-2023             | ES Sétif              | Ligue 1               | 11          | 8           | 2           | -               | -               | -               | -                 | -                 | -                 | -          | -          | -          | -                              | -                              | -                              | -                              | 11    | 8     | 2     |
| Sous-total            | Sous-total            | Sous-total            | 92          | 26          | 16          | 5               | 2               | 1               | 1                 | 0                 | 0                 | -          | -          | -          | -                              | 22                             | 3                              | 3                              | 120   | 31    | 20    |
| 2022-2023             | Al Ahly SC            | Premier League        | 14          | 0           | 1           | 2               | 1               | 1               | -                 | -                 | -                 | 1          | 0          | 0          | CAF                            | 4                              | 1                              | 1                              | 21    | 2     | 3     |
| 2023-2024             | Cleopatra FC (prêt)   | Premier League        | 25          | 8           | 5           | 2               | 0               | 0               | 5                 | 2                 | 1                 | 2          | 1          | 0          | -                              | -                              | -                              | -                              | 34    | 11    | 6     |
| 2024-2025             | Cleopatra FC          | Premier League        | 15          | 3           | 6           | 4               | 0               | 1               | 2                 | 1                 | 0                 | 2          | 0          | 1          | -                              | -                              | -                              | -                              | 23    | 4     | 8     |
| Sous-total            | Sous-total            | Sous-total            | 40          | 11          | 11          | 6               | 0               | 1               | 7                 | 3                 | 1                 | 4          | 1          | 1          | -                              | -                              | -                              | -                              | 57    | 15    | 14    |
| 2025-2026             | FC Lugano             | Super League          | -           | -           | -           | -               | -               | -               | -                 | -                 | -                 | -          | -          | -          | -                              | -                              | -                              | -                              | 0     | 0     | 0     |
| Total sur la carrière | Total sur la carrière | Total sur la carrière | 146         | 37          | 28          | 13              | 3               | 3               | 8                 | 3                 | 1                 | 5          | 1          | 1          | -                              | 26                             | 4                              | 4                              | 198   | 48    | 37    |

### En sélection nationale
| Saison                | Sélection             | Phases finales        | Phases finales | Phases finales | Phases finales | Éliminatoires CDM | Éliminatoires CDM | Éliminatoires CDM | Éliminatoires CAN | Éliminatoires CAN | Éliminatoires CAN | Matchs amicaux | Matchs amicaux | Matchs amicaux | Total | Total | Total |
| Saison                | Sélection             | Compétition           | M              | B              | Pd             | M                 | B                 | Pd                | M                 | B                 | Pd                | M              | B              | Pd             | M     | B     | Pd    |
| --------------------- | --------------------- | --------------------- | -------------- | -------------- | -------------- | ----------------- | ----------------- | ----------------- | ----------------- | ----------------- | ----------------- | -------------- | -------------- | -------------- | ----- | ----- | ----- |
| 2023-2024             | Algérie               | -                     | -              | -              | -              | 1                 | 0                 | 0                 | -                 | -                 | -                 | 2              | 0              | 0              | 3     | 0     | 0     |
| 2024-2025             | Algérie               | -                     | -              | -              | -              | 2                 | 0                 | 0                 | 3                 | 0                 | 0                 | -              | -              | -              | 5     | 0     | 0     |
| Total sur la carrière | Total sur la carrière | Total sur la carrière | -              | -              | -              | 3                 | 0                 | 0                 | 3                 | 0                 | 0                 | 2              | 0              | 0              | 8     | 0     | 0     |

### Matchs internationaux
Le tableau suivant liste les rencontres de l'équipe d'Algérie dans lesquelles Ahmed Kendouci a été sélectionné depuis le 22 mars 2024 jusqu'à présent.

## Palmarès

### En club
| ES Sétif                           | Al Ahly SC (4) | Cleopatra FC (2)                                     |
| ---------------------------------- | --- | ---------------------------------------------------- |
| - Ligue 1 : - Vice-champion : 2021 | - Championnat d'Égypte (1) : - Champion : 2023 - Coupe d'Égypte (1) : - Vainqueur : 2023 - Supercoupe d'Égypte (1) : - Vainqueur : 2023 - Ligue des champions de la CAF (1) : - Vainqueur : 2023 | - Coupe de la Ligue (2) : - Vainqueur : 2024 et 2025 |